# Shotgun (calage)
Pour les articles homonymes, voir shotgun.
 (mai 2021).
Si vous disposez d'ouvrages ou d'articles de référence ou si vous connaissez des sites web de qualité traitant du thème abordé ici, merci de compléter l'article en donnant les références utiles à sa vérifiabilité et en les liant à la section « Notes et références ».

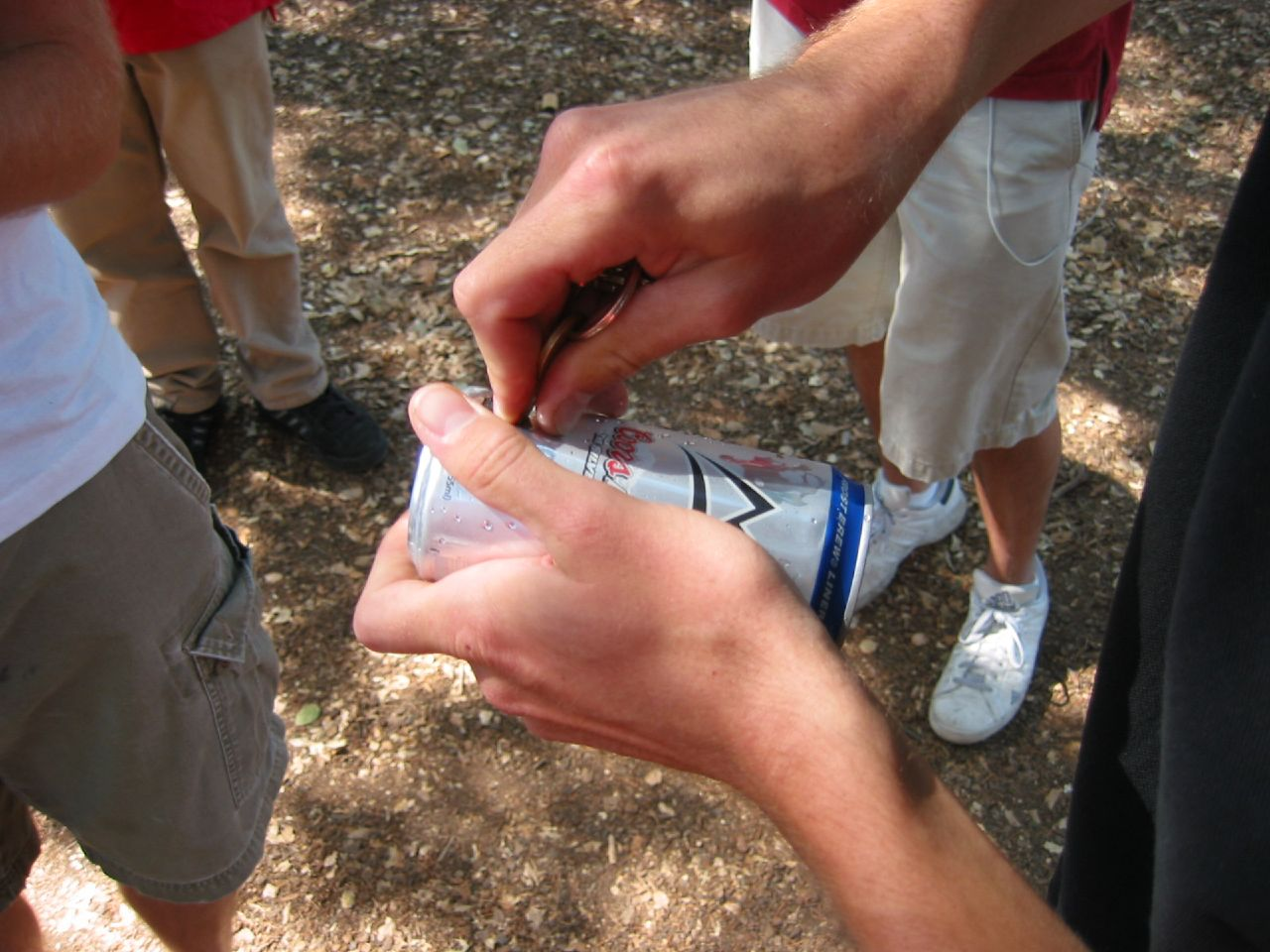
Trou réalisé dans une canette de bière à l'aide d'une clé afin de pouvoir faire un shotgun.

Faire un shotgun (shotgunning en anglais) est l'action de consommer très rapidement un breuvage, habituellement de la bière, en perçant un trou sur le côté du récipient afin d'y faciliter la compensation atmosphérique. Grâce à cette technique, il est possible de boire un breuvage en moins de 3 secondes[réf. souhaitée].

## Technique
Pour effectuer cette action, il faut percer un trou sur le côté du récipient, près du bas pour que le liquide ne sorte pas lors du perçage. Pour ce faire, il est typique de tenir la canette horizontalement et d'y percer le trou sur la face qui est vers le haut. Le buveur y place ensuite sa bouche et décapsule le récipient pour y laisser s'écouler le liquide.